# Andrés Herreros
José Andrés del Carmen Herreros Báez (Asunción, 4 de febrero de 1838-Dourados, 10 de enero de 1865) fue un militar y marino paraguayo que combatió en la Guerra de la Triple Alianza, donde tuvo destacada participación en la Campaña de Mato Grosso.

## Biografía

### Primeros años y familia
Andrés Herreros nació el 4 de febrero de 1838 en Asunción, aunque algunos historiadores afirman que nació en Ybytymí, aunque no existe documentación al respecto. Sus padres fueron José Dolores Herreros y Gregoria Báez Mongelos. Fue bautizado el 5 de febrero de 1838 en la Catedral de Asunción y su padrino fue el alcalde Manuel Antonio Ortiz, quien luego en 1840 llegó a ser presidente de Paraguay temporalmente luego de la muerte del Dr. Francia.
En 1857 Andrés Herreros tuvo una relación con Faustina Santa Cruz, con quien tuvo un hijo natural llamado José Salvador, quien luego tuvo numerosa descendencia.
Una de las nietas de Andrés, llamada Lidia Dolores Herreros se casó con el coronel José Julián Sánchez, quien murió en el bombardeo a Bahía Negra y fue el oficial paraguayo de más alto rango caído en la Guerra del Chaco.

### Guerra de la Triple Alianza

#### Campaña de Mato Grosso
En noviembre de 1864 Paraguay le declara la guerra a Brasil e inicia la invasión al Mato Grosso. Dentro de ese contexto, Andrés fue movilizado junto con otros oficiales y soldados paraguayos.

#### Fallecimiento
El 10 de enero de 1865 un día de mucho calor y humedad, los paraguayos encontraron un polvorín en Dourados, ubicado a orillas del río Paraguay (18°05′26.2″S 57°28′28.2″O / -18.090611, -57.474500), por lo que empezaron a cargar en sus barcos todas las armas y municiones que encontraron, fue entonces que ocurrió una gran explosión de pólvora que mató a unas 25 personas, entre ellos el teniente de marina Andrés Herreros, el alférez Pablo Garay y otros 23 soldados paraguayos.
Sus restos fueron trasladados en barco y enterrados en el cementerio municipal de Ladário, Mato Grosso del Sur, Brasil, donde descansan hasta la actualidad.

## Homenajes
En el cementerio de la Recoleta de Asunción sus descendientes colocaron una placa simbólica en su honor.

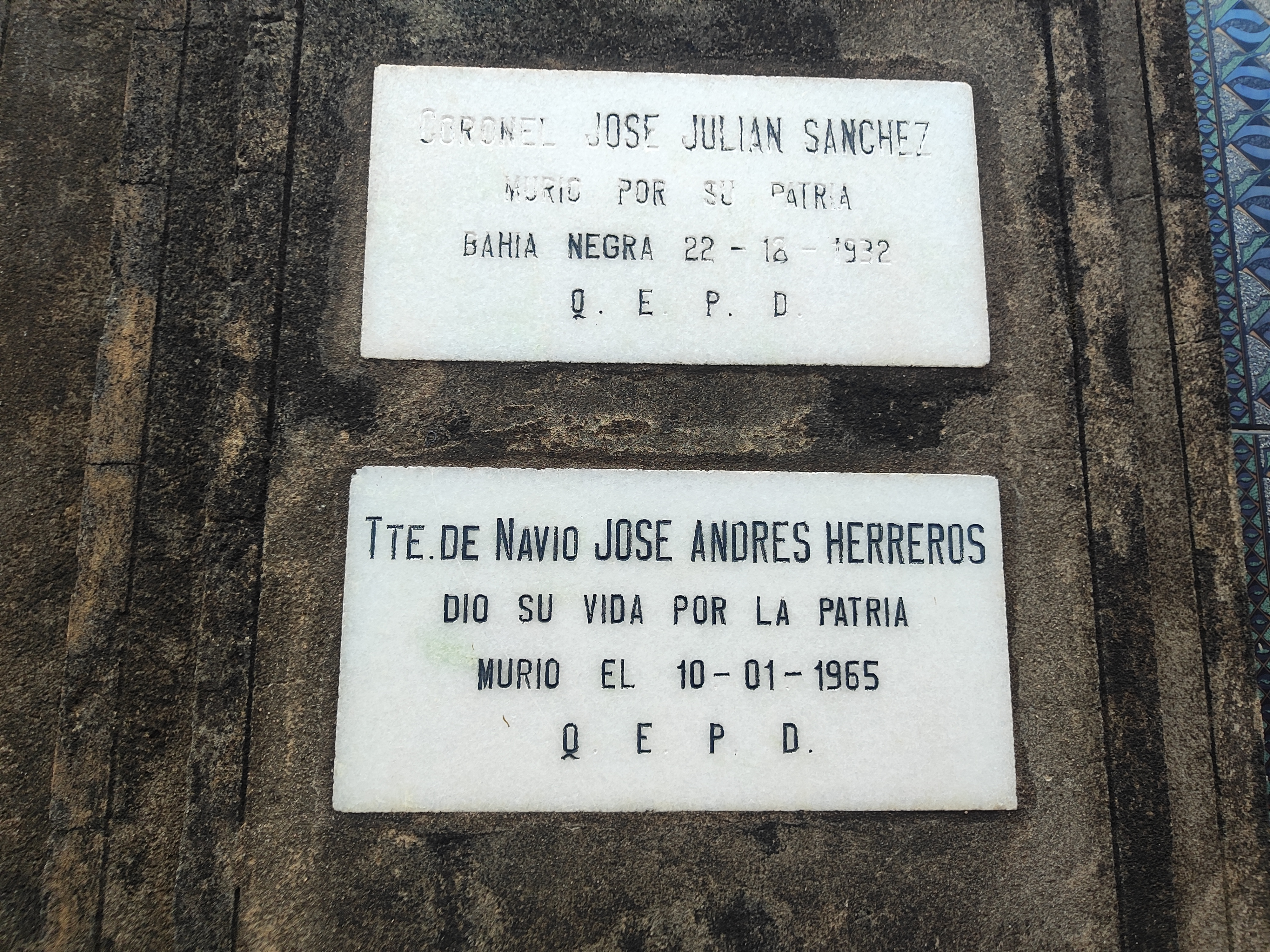
Placa conmemorativa en el cementerio de la Recoleta de Asunción.